# Insula Tsushima
Insula Tsushima (対馬 Tsushima?) este o insulă în arhipelagul japonez, situată în mijlocul strâmtorii Coreei între peninsula coreeană și insula Honshū. Deși inițial Tsushima a fost o singură insulă, după săparea canalului Ōfunakoshiseto în 1671 ea a fost efectiv împărțită în două, iar în 1900 după săparea canalului Manzekiseto -- în trei insule. Administrativ, întreg teritoriul insulelor intră în componența municipiului Tsushima (prefectura Nagasaki a Japoniei).

## Legături externe
Materiale media legate de insula Tsushima la Wikimedia Commons